# Даутов Рустем Хазітович
Рустем Хазітович Даутов (рос. Рустем Хазитович Даутов; нар. 28 листопада 1965, Уфа) – німецький шахіст російського походження, гросмейстер від 1990 року.

## Шахова кар'єра
Першого міжнародного успіху досягнув 1984 року, посівши 2-ге місце (позаду Валерія Чехова) на турнірі за круговою системою в Берліні. У наступних роках здобув багато турнірних перемог, зокрема вигравав у таких містах, як: Дрезден (1986), Росток (разом з Андрієм Ковальовим), Галле та Дрезден (1987), Мінськ та Дрезден (1988), Кечкемет (1989), Мюнстер (1990), Кельн (зокрема разом із Рафаелем Ваганяном) і Бад-Лаутербург (1991).
Після розпаду Радянського Союзу змінив громадянство і від 1993 року на міжнародній арені грає за збірну Німеччини. Належав до чільної когорти шахістів цієї країни, між 1996 і 2004 роками п'ять разів виступивши в складі збірною на шахових олімпіадах. Найкращий результат показав 2000 року в Стамбулі, де німецькі шахісти завоювали срібні медалі. У Стамбулі він також виграв окремо дві бронзові медалі: за рейтинговий перфоменс і за результат на 3-й шахівниці. Крім того, чотири рази (в період 1997-2005) виступив у складі збірної Німеччини на командних чемпіонатах Європи, 1999 року в Батумі вигравши в командному заліку бронзову медаль. 1999 року в Альтенкірхені здобув срібну медаль на чемпіонаті Німеччини. В період між 2001 і 2004 роками двічі виступив на чемпіонаті світу, що проводився за олімпійською системою, не досягнувши, однак, успіхів: 2001 року програв у Москві в 2-му раунді Предрагу Ніколичу, а 2004 року в Триполі – в раунді з Андрієві Харлову.
Після зміни громадянства досягнув низки успіхів на міжнародних турнірах, перемігши або поділивши 1-ші місця, зокрема, в таких містах, як: Тер-Апель (1994), Нуслох (1996, міжнародний кубок Німеччини, разом з Артуром Юсуповим), Беблінген (1996), Бад-Гомбург (1997), Зефельд (1997), Ессен (1999, разом з Вадимом Звягінцевим, Емілем Сутовським і Ларрі Крістіансеном). а також Дайцизау (2002, поділив 1-ше місце разом із, зокрема, Володимиром Єпішиним і Левоном Ароняном).
Є автором випущеної на DVD через ChessBase монографії варіанту 1.d4 d5 2.c4 e6 3.Sc3 Sf6 4.Sf3 Ge7 5.Gf4 у ферзевому гамбіті (1998, ISBN 3-935602-13-8).
Найвищий рейтинг Ело в кар'єрі мав станом на 1 січня 2002 року, досягнувши 2636 очок займав тоді 51-ше місце у світі (і друге – позаду Крістофера Луца – серед німецьких шахістів).

## Зміни рейтингу
| На цьому місці має відображатися графік чи діаграма, однак з технічних причин його відображення наразі вимкнено. Будь ласка, не видаляйте код, який викликає це повідомлення. Розробники вже працюють для того, щоби відновити штатне функціонування цього графіка або діаграми. | |
| | На цьому місці має відображатися графік чи діаграма, однак з технічних причин його відображення наразі вимкнено. Будь ласка, не видаляйте код, який викликає це повідомлення. Розробники вже працюють для того, щоби відновити штатне функціонування цього графіка або діаграми. |